# Campeonato Mundial de Patinação Artística no Gelo de 1993
O Campeonato Mundial de Patinação Artística no Gelo de 1993 foi a octogésima terceira edição do Campeonato Mundial de Patinação Artística no Gelo, um evento anual de patinação artística no gelo organizado pela União Internacional de Patinação (em inglês:  International Skating Union) onde os patinadores artísticos competem pelo título de campeão mundial. A competição foi disputada entre os dias 9 de março e 14 de março, na cidade de Praga, República Tcheca.

## Eventos
- Individual masculino
- Individual feminino
- Duplas
- Dança no gelo

## Medalhistas
| Evento                        | Ouro                                      | Prata                                   | Bronze                                       |
| Individual masculino detalhes | Kurt Browning · Canadá                    | Elvis Stojko · Canadá                   | Alexei Urmanov · Rússia                      |
| Individual feminino detalhes  | Oksana Baiul · Ucrânia                    | Surya Bonaly · França                   | Chen Lu · China                              |
| Duplas detalhes               | Isabelle Brasseur · Lloyd Eisler · Canadá | Mandy Wötzel · Ingo Steuer · Alemanha   | Evgenia Shishkova · Vadim Naumov · Rússia    |
| Dança no gelo detalhes        | Maya Usova · Aleksandr Zhulin · Rússia    | Oksana Grishuk · Evgeni Platov · Rússia | Angelika Krylova · Vladimir Fedorov · Rússia |

## Resultados

### Individual masculino
| Pos.                                | Nome                 | Nacionalidade    | Pontos | QA | QB | PC | PL |
| ----------------------------------- | -------------------- | ---------------- | ------ | -- | -- | -- | -- |
| Medalha de ouro                     | Kurt Browning        | Canadá           | 1.5    | 1  |    | 1  | 1  |
| Medalha de prata                    | Elvis Stojko         | Canadá           | 4.5    |    | 1  | 5  | 2  |
| Medalha de bronze                   | Alexei Urmanov       | Rússia           | 4.5    |    | 2  | 3  | 3  |
| 4                                   | Mark Mitchell        | Estados Unidos   | 6.0    | 3  |    | 2  | 5  |
| 5                                   | Philippe Candeloro   | França           | 8.0    | 2  |    | 8  | 4  |
| 6                                   | Scott Davis          | Estados Unidos   | 9.5    | 4  |    | 7  | 6  |
| 7                                   | Éric Millot          | França           | 10.0   |    | 3  | 4  | 8  |
| 8                                   | Masakazu Kagiyama    | Japão            | 11.5   | 9  |    | 9  | 7  |
| 9                                   | Cornel Gheorghe      | Romênia          | 16.0   |    | 5  | 14 | 9  |
| 10                                  | Marcus Christensen   | Canadá           | 17.0   | 8  |    | 12 | 11 |
| 11                                  | Oleg Tataurov        | Rússia           | 17.0   |    | 9  | 6  | 14 |
| 12                                  | Dmitri Dmitrenko     | Ucrânia          | 19.0   | 5  |    | 18 | 10 |
| 13                                  | Konstantin Kostin    | Letônia          | 19.5   | 6  |    | 15 | 12 |
| 14                                  | Igor Pashkevich      | Rússia           | 21.0   | 7  |    | 16 | 13 |
| 15                                  | Ronny Winkler        | Alemanha         | 21.0   |    | 6  | 10 | 16 |
| 16                                  | Oula Jääskeläinen    | Finlândia        | 22.5   |    | 8  | 11 | 17 |
| 17                                  | Michael Tyllesen     | Dinamarca        | 23.5   |    | 7  | 17 | 15 |
| 18                                  | Steven Cousins       | Reino Unido      | 24.5   |    | 4  | 13 | 18 |
| 19                                  | Michael Shmerkin     | Israel           | 29.5   | 12 |    | 21 | 19 |
| 20                                  | Jung Sung-Il         | Coreia do Sul    | 30.0   |    | 12 | 20 | 20 |
| 21                                  | Liu Yueming          | China            | 30.5   | 10 |    | 19 | 21 |
| 22                                  | Jaroslav Suchý       | República Tcheca | 34.0   |    | 11 | 24 | 22 |
| 23                                  | Jan Erik Digernes    | Noruega          | 34.5   | 11 |    | 23 | 23 |
| 24                                  | Alexander Mourashko  | Bielorrússia     | 35.0   |    | 10 | 22 | 24 |
| Não avançaram para o programa livre |                      |                  |        |    |    |    |    |
| 25                                  | Ratislav Vnucko      | Tchecoslováquia  |        | 13 |    |    |    |
| 25                                  | Stephen Carr         | Austrália        |        |    | 13 |    |    |
| 27                                  | Roman Martonenko     | Estônia          |        | 14 |    |    |    |
| 27                                  | Dino Quattrocecere   | África do Sul    |        |    | 14 |    |    |
| 29                                  | Robert Grzegorczyk   | Polônia          |        | 15 |    |    |    |
| 29                                  | Fabrizio Garattoni   | Itália           |        |    | 15 |    |    |
| 31                                  | Szabolcs Vidrai      | Hungria          |        | 16 |    |    |    |
| 31                                  | David Liu            | Taipé Chinesa    |        |    | 16 |    |    |
| 33                                  | Nicolas Binz         | Suíça            |        | 17 |    |    |    |
| 33                                  | Daniel Feinado       | Espanha          |        |    | 17 |    |    |
| 35                                  | Jan Čejvan           | Eslovênia        |        | 18 |    |    |    |
| 35                                  | Florian Tuma         | Áustria          |        |    | 18 |    |    |
| 37                                  | Marcus Deen          | Países Baixos    |        | 19 |    |    |    |
| 37                                  | Bessarion Tsintsadze | Geórgia          |        |    | 19 |    |    |
| 39                                  | Sergei Umirov        | Cazaquistão      |        | 20 |    |    |    |
| 39                                  | Tomislav Cizmesija   | Croácia          |        |    | 20 |    |    |
| 41                                  | Christopher Blong    | Nova Zelândia    |        | 21 |    |    |    |
| 41                                  | Emanuele Ancorini    | Suécia           |        |    | 21 |    |    |
| 43                                  | Harris Haita         | Grécia           |        | 22 |    |    |    |
| 43                                  | Ivan Dinev           | Bulgária         |        |    | 22 |    |    |

### Individual feminino
| Pos.                                | Nome                   | Nacionalidade   | Pontos | QA | QB | PC | PL |
| ----------------------------------- | ---------------------- | --------------- | ------ | -- | -- | -- | -- |
| Medalha de ouro                     | Oksana Baiul           | Ucrânia         | 2.0    |    | 2  | 2  | 1  |
| Medalha de prata                    | Surya Bonaly           | França          | 3.5    | 1  |    | 3  | 2  |
| Medalha de bronze                   | Chen Lu                | China           | 5.5    |    | 1  | 5  | 3  |
| 4                                   | Yuka Sato              | Japão           | 7.0    | 5  |    | 6  | 4  |
| 5                                   | Nancy Kerrigan         | Estados Unidos  | 9.5    | 2  |    | 1  | 9  |
| 6                                   | Marina Kielmann        | Alemanha        | 10.0   |    | 3  | 10 | 5  |
| 7                                   | Tanja Szewczenko       | Alemanha        | 10.0   |    | 5  | 8  | 6  |
| 8                                   | Karen Preston          | Canadá          | 10.5   |    | 4  | 7  | 7  |
| 9                                   | Josée Chouinard        | Canadá          | 12.0   | 4  |    | 4  | 10 |
| 10                                  | Lenka Kulovaná         | Tchecoslováquia | 13.5   |    | 9  | 11 | 8  |
| 11                                  | Marie-Pierre Leray     | França          | 16.5   |    | 7  | 9  | 12 |
| 12                                  | Charlene Von Saher     | Reino Unido     | 17.5   | 6  |    | 17 | 11 |
| 13                                  | Lisa Ervin             | Estados Unidos  | 20.0   | 9  |    | 14 | 13 |
| 14                                  | Zuzanna Szwed          | Polônia         | 20.5   |    | 10 | 13 | 14 |
| 15                                  | Krisztina Czakó        | Hungria         | 22.0   | 8  |    | 12 | 16 |
| 16                                  | Zhang Bo               | China           | 24.0   |    | 6  | 18 | 15 |
| 17                                  | Viktoria Dimitrova     | Bulgária        | 24.5   | 7  |    | 15 | 17 |
| 18                                  | Mila Kajas             | Finlândia       | 26.0   | 3  |    | 16 | 18 |
| 19                                  | Nathalie Krieg         | Suíça           | 29.0   |    | 11 | 20 | 19 |
| 20                                  | Anisette Torp-Lind     | Dinamarca       | 29.5   |    | 12 | 19 | 20 |
| 21                                  | Cristina Mauri         | Itália          | 32.0   | 12 |    | 22 | 21 |
| 22                                  | Marta Andrade          | Espanha         | 32.5   | 11 |    | 23 | 22 |
| 23                                  | Liu Xin                | China           | 35.0   | 10 |    | 24 | 23 |
| WD                                  | Alice Sue Claeys       | Bélgica         | —      |    | 8  | 21 | —  |
| Não avançaram para o programa curto |                        |                 |        |    |    |    |    |
| 25                                  | Olga Vassilieva        | Estônia         |        | 13 |    |    |    |
| 25                                  | Junko Yaginuma         | Japão           |        |    | 13 |    |    |
| 27                                  | Tamara Heggen          | Austrália       |        | 14 |    |    |    |
| 27                                  | Lily Lyoonjung Lee     | Coreia do Sul   |        |    | 14 |    |    |
| 29                                  | Joanna Ng              | Taipé Chinesa   |        | 15 |    |    |    |
| 29                                  | Maria Butyrskaya       | Rússia          |        |    | 15 |    |    |
| 31                                  | Mojca Kopač            | Eslovênia       |        | 16 |    |    |    |
| 31                                  | Tonia Kwiatkowski      | Estados Unidos  |        |    | 16 |    |    |
| 33                                  | Anne-Marie Soderholm   | Suécia          |        | 17 |    |    |    |
| 33                                  | Melita Juratek         | Croácia         |        |    | 17 |    |    |
| 35                                  | Andrea Kus             | Áustria         |        | 18 |    |    |    |
| 35                                  | Monique van der Velden | Países Baixos   |        |    | 18 |    |    |
| 37                                  | Tatiana Malinina       | Uzbequistão     |        | 19 |    |    |    |
| 37                                  | Alma Lepina            | Letônia         |        |    | 19 |    |    |
| 39                                  | Marianne Aarnes        | Noruega         |        | 20 |    |    |    |
| 39                                  | Lauryna Slavinskaite   | Lituânia        |        |    | 20 |    |    |
| 41                                  | Sandra Brajdic         | Croácia         |        | 21 |    |    |    |
| 41                                  | Inna Ovsiannikova      | Bielorrússia    |        |    | 21 |    |    |
| 43                                  | Mayda Navarro          | México          |        | 22 |    |    |    |
| 43                                  | Rosanna Blong          | Nova Zelândia   |        |    | 22 |    |    |
| 45                                  | Jalina Kakadyl         | Cazaquistão     |        | 23 |    |    |    |
| 45                                  | Kim Harris             | África do Sul   |        |    | 23 |    |    |

### Duplas
| Pos.              | Nome                                      | Nacionalidade   | Pontos | PC | PL |
| ----------------- | ----------------------------------------- | --------------- | ------ | -- | -- |
| Medalha de ouro   | Isabelle Brasseur / Lloyd Eisler          | Canadá          | 1.5    | 1  | 1  |
| Medalha de prata  | Mandy Wötzel / Ingo Steuer                | Alemanha        | 3.5    | 3  | 2  |
| Medalha de bronze | Evgenia Shishkova / Vadim Naumov          | Rússia          | 4.0    | 2  | 3  |
| 4                 | Radka Kovaříková / René Novotný           | Tchecoslováquia | 7.0    | 6  | 4  |
| 5                 | Jenni Meno / Todd Sand                    | Estados Unidos  | 7.0    | 4  | 5  |
| 6                 | Marina Eltsova / Andrei Bushkov           | Rússia          | 9.5    | 5  | 7  |
| 7                 | Michelle Menzies / Jean-Michel Bombardier | Canadá          | 10.0   | 8  | 6  |
| 8                 | Calla Urbanski / Rocky Marval             | Estados Unidos  | 11.5   | 7  | 8  |
| 9                 | Lesie Monod / Cédric Monod                | Suíça           | 14.5   | 9  | 10 |
| 10                | Jodeyne Higgins / Sean Rice               | Canadá          | 15.5   | 13 | 9  |
| 11                | Danielle Carr / Stephen Carr              | Austrália       | 17.0   | 12 | 11 |
| 12                | Peggy Schwarz / Alexander König           | Alemanha        | 17.0   | 10 | 12 |
| 13                | Svetlana Pristav / Viacheslav Tashenko    | Ucrânia         | 19.5   | 11 | 14 |
| 14                | Elena Berezhnaya / Oleg Shliakhov         | Letônia         | 20.5   | 15 | 13 |
| 15                | Oksana Kazakova / Dmitri Sukhanov         | Rússia          | 22.0   | 14 | 15 |
| 16                | Jackie Soames / John Jenkins              | Reino Unido     | 25.0   | 18 | 16 |
| 17                | Beata Zielińska / Mariusz Siudek          | Polônia         | 26.5   | 19 | 17 |
| 18                | Elena Grigoreva / Sergei Sheiko           | Bielorrússia    | 26.5   | 17 | 18 |
| 19                | Sarah Abitbol / Stéphane Bernadis         | França          | 27.0   | 16 | 19 |
| 20                | Claire Auret / Christoff van Rensburg     | África do Sul   | 30.5   | 21 | 20 |
| WD                | Elaine Asanakis / Mark Alan Naylor        | Grécia          | —      | 20 | —  |

### Dança no gelo
| Pos.                           | Nome                                      | Nacionalidade    | Pontos | CD1 | CD2 | DO | DL |
| ------------------------------ | ----------------------------------------- | ---------------- | ------ | --- | --- | -- | -- |
| Medalha de ouro                | Maya Usova / Alexander Zhulin             | Rússia           | 2.0    | 1   | 1   | 1  | 1  |
| Medalha de prata               | Pasha Grishuk / Evgeni Platov             | Rússia           | 4.0    | 2   | 2   | 2  | 2  |
| Medalha de bronze              | Anjelika Krylova / Vladimir Fedorov       | Rússia           | 6.2    | 4   | 3   | 3  | 3  |
| 4                              | Susanna Rahkamo / Petri Kokko             | Finlândia        | 7.8    | 3   | 4   | 4  | 4  |
| 5                              | Sophie Moniotte / Pascal Lavanchy         | França           | 10.4   | 6   | 6   | 5  | 5  |
| 6                              | Stefania Calegari / Pasquale Camerlengo   | Itália           | 12.6   | 5   | 5   | 6  | 7  |
| 7                              | Irina Romanova / Igor Yaroshenko          | Ucrânia          | 13.0   | 7   | 7   | 7  | 6  |
| 8                              | Kateřina Mrázová / Martin Šimeček         | Tchecoslováquia  | 16.0   | 8   | 8   | 8  | 8  |
| 9                              | Tatiana Navka / Samvel Gezalian           | Bielorrússia     | 19.0   | 10  | 10  | 10 | 9  |
| 10                             | Aliki Stergiadu / Juri Razgulaev          | Uzbequistão      | 20.0   | 9   | 9   | 9  | 11 |
| 11                             | Renée Roca / Gorsha Sur                   | Estados Unidos   | 21.0   | 11  | 10  | 10 | 10 |
| 12                             | Jennifer Goolsbee / Hendryk Schamberger   | Alemanha         | 24.0   | 12  | 12  | 12 | 12 |
| 13                             | Margarita Drobiazko / Povilas Vanagas     | Lituânia         | 27.4   | 14  | 14  | 13 | 14 |
| 14                             | Shae-Lynn Bourne / Victor Kraatz          | Canadá           | 28.6   | 15  | 15  | 16 | 13 |
| 15                             | Susie Wynne / Russ Witherby               | Estados Unidos   | 28.6   | 13  | 13  | 14 | 15 |
| 16                             | Irina Le Bed / Alexandre Piton            | França           | 33.8   | 15  | 16  | 16 | 18 |
| 17                             | Marika Humphreys / Justin Lanning         | Reino Unido      | 34.2   | 19  | 18  | 18 | 16 |
| 18                             | Regina Woodward / Csaba Szentpétery       | Hungria          | 35.8   | 18  | 19  | 19 | 17 |
| 19                             | Elizaveta Stekolnikova / Dmitri Kazarliga | Cazaquistão      | 36.0   | 17  | 17  | 17 | 19 |
| 20                             | Radmilla Chrobokova / Milan Brzy          | República Tcheca | 40.0   | 20  | 20  | 20 | 20 |
| 21                             | Agnieszka Domańska / Marcin Głowacki      | Polônia          | 42.2   | 22  | 21  | 21 | 21 |
| 22                             | Barbara Fusar-Poli / Alberto Reani        | Itália           | 43.8   | 21  | 22  | 22 | 22 |
| 23                             | Angelika Führing / Peter Wilczek          | Áustria          | 46.4   | 24  | 24  | 23 | 23 |
| 24                             | Diane Gerencser / Alexander Stanislavov   | Suíça            | 47.6   | 23  | 23  | 24 | 24 |
| Não avançaram para dança livre |                                           |                  |        |     |     |    |    |
| 25                             | Kayo Shirahata / Hiroshi Tanaka           | Japão            |        | 25  | 25  | 25 |    |
| 26                             | Albena Denkova / Hristo Nikolov           | Bulgária         |        | 26  | 26  | 26 |    |
| 27                             | Jelena Trocenko / Erik Samovich           | Letônia          |        | 28  | 27  | 27 |    |
| 28                             | Tamara Ruby / Konstantin Kaplan           | Israel           |        | 27  | 28  | 28 |    |
| 29                             | Richelle van der Riet / Nestor van Eeden  | África do Sul    |        | 29  | 29  | 29 |    |

## Quadro de medalhas
| Ordem | País     | Medalha de ouro | Medalha de prata | Medalha de bronze |    | Ordem por total |
| ----- | -------- | --------------- | ---------------- | ----------------- | -- | --------------- |
| 1     | Canadá   | 2               | 1                |                   | 3  | 2               |
| 2     | Rússia   | 1               | 1                | 3                 | 5  | 1               |
| 3     | Ucrânia  | 1               |                  |                   | 1  | 3               |
| 4     | Alemanha |                 | 1                |                   | 1  | 3               |
| 4     | França   |                 | 1                |                   | 1  | 3               |
| 6     | China    |                 |                  | 1                 | 1  | 3               |
| TOTAL | TOTAL    | 4               | 4                | 4                 | 12 | —               |